# 日本水泳館
日本水泳館（にほんすいえいかん）は、東京都江戸川区北小岩と千葉県成田市南平台にある、全年齢向けのスイミングスクールである。送迎バスを運行している。

## 概要
日本水泳館は、小岩校と成田校ともに京成本線沿いに立地していて、白い外見が特徴である。建物には、平仮名で「すいえいかん」と描かれており、漢字での表記は送迎バスなどでもされていない。
基本的にレッスンは、休日を除き、平日は午前に赤ちゃんや大人。午後に学生や選手に振り分けられている。
年に1度、「すいえいかんオリンピック」が開催されており、各校で表彰が行われる。